# Llista de personatges d'Els Simpson
La sèrie americana Els Simpson disposa d'una llarga llista de personatges, ja que després dels protagonistes i personatges principals hi ha una llarga sèrie de companys de feina, amics, professors, parents llunyans, gent del poble i més personatges diversos.
Model: Personatge (Veu en anglès), "Primera aparició": Descripció

## Família

### Personatges principals
- Homer Jay Simpson (Dan Castellaneta), "Good Night": Pare
- Marjorie "Marge" Simpson (Julie Kavner), "Good Night": Mare
- Bartholomew Jojo "Bart" Simpson (Nancy Cartwright), "Good Night": Fill
- Lisa Marie Simpson (Yeardley Smith), "Good Night": Filla gran
- Margaret "Maggie" Simpson (Elizabeth Taylor), "Good Night": Filla petita

### Parents
- Sergeant Abraham Jeremiah "Abe" Simpson "Grampa" (Dan Castellaneta), "Grampa and the Kids": Pare del Homer
- Mona Jay Simpson (Glenn Close), "Oh Brother, Where Art Thou?": Mare del Homer
- Jacqueline Ingrid "Jackie" Bouvier (Julie Kavner), "Bart vs. Thanksgiving": Mare de la Marge
- Clancy Bouvier (Harry Shearer), "The Way We Was": Pare de la Marge
- Patricia "Patty" Bouvier (Julie Kavner), "Simpsons Roasting on an Open Fire": Germana de la Marge, bessona amb la Selma
- Selma Bouvier Terwilliger Hutz McClure Stu Simpson (Julie Kavner), "Simpsons Roasting on an Open Fire": Germana de la Marge, bessona amb la Patty
  - Jub-Jub: iguana de la Selma
- Ling Bouvier (Nancy Cartwright), "Goo Goo Gai Pan": filla adoptada per la Selma
- Herbert Antony "Herb" Powell (Danny De Vito), "Oh Brother, Where Art You?": Germanastre del Homer
- Gladys Bouvier (Julie Kavner), "Selma's Choice": Àvia de la Marge
- Abbie Simpson: Germanastra del Homer
- Amber, "Viva Ned Flanders": Dona del Homer a Las Vegas
- Orville Simpson: Avi del Homer
- Maggie Junior: Filla de la Maggie
- Oncle Cyrus: Oncle del Homer
- Avi Hortense: Avi de la Marge
- Cosí Segon Stanley (Dan Castellaneta), "Lisa the Simpson": Dispara als ocells a l'aeroport
- Oncle Chet: Amo d'una empresa sense èxit
- Un grup de parents del Homer amb nom desconegut que apareixen a "Lisa the Simpson"

### No reals
- Kang (Harry Shearer), "Treehouse of Horror": Pare-allien de la Maggie
- Hugo, "Treehouse of Horror VII": Germà del Bart sorgit per un error de naixement

### Mascotes

#### Gossos
- Santa's Little Helper (Frank Welker, Dan Castellaneta), "Simpsons Roasting on an Open Fire": Gos dels Simpson
- Laddie: Gos del Bart
- She's the fatest: Llebrer

#### Gats
- Snowball o Snowball I, "Simpsons Roasting on an Open Fire" (mencionat): Gat dels Simpsons, ja mort
- Snowball II (Frank Welker, Dan Castellaneta), "Simpsons Roasting on an Open Fire": Gat dels Simpsons, ja mort
- Snowball III (Dan Castellaneta), "I, D'oh-Bot": Gat dels Simpsons, ja mort
- Snowball IV o Coltrane (Dan Castellaneta), "I, D'oh-Bot": Gat dels Simpsons, ja mort
- Snowball V: Actual gat dels Simpson

#### Altres mascotes
- Stampy: Elefant del Bart
- Princess: Poni de la Lisa
- Duncan: Cavall del Bart i del Homer
- Mojo: Mona del Grampa
- Pinchy: Escorpí del Homer
- Chirpy Boy i Bart Jr.: Dos dragons bolivians del Bart
- Goldie: Peix d'or
- Una carpa: Carpa del Homer
- Strangles: Pitó del Bart

## Altres famílies

### Flanders

#### Personatges principals
- Nedward "Ned" Flanders: Pare superreligiós, veí dels Simpson
- Maude Flanders: Mare
- Rod Flanders: Fill
- Todd Flanders: Fill
- Àvia Flanders: Àvia

##### Mascotes
- Mr. Bunny: Conill
- Sense nom: Picasoques
- Sense nom: Gat

#### Familiars més llunyans
- Nom desconegut: Pare del Ned
- Mona: Mare del Ned
- Nom desconegut: Germana del Ned
- Ginger Flanders: Dona del Ned a Las Vegas
- José Flanders
- Lord Thistlewick Flanders

### Van Houten
- Kirk Van Houten: Pare, separat de la Luann
- Luann Van Houten: Mare, separat del Kirk
- Milhouse Van Houten: Fill únic que és el millor amic del Bart
- Grandma Van Houten: Àvia per part de pare, divorciada
- Grandpa Van Houten: Avi per part de pare, divorciat
- Sophie: Àvia per part de mare

### Nahasapeemapetilon
- Apu Nahasapeemapetilon: Pare, botiguer de Springfield
- Manjula Nahasapeemapetilon: Mare
- Anoop, Uma, Nabendu, Poonam, Priya, Sandeep, Sashi i Gheet: Fills, vuit bessons
- Sanjay Nahasapeemapetilon: Germà de l'Apu
  - Pahusacheta: Filla del Sanjay
  - Jamshed: Fill del Sanjay
- Mrs. Nahasapeemapetlion: Mare del Sanjay i de l'Apu
- Sr. Apu Nahasapeemapetlion: Pare del Sanjay i de l'Apu
- Kavi: Cosí de l'Apu

### Wiggum
- Clancy Wiggum: Pare, policia de Springfield
- Sarah Wiggum: Mare
- Ralph Wiggum: Fill, amic ocasional de la Lisa i el Bart
- Iggy Wiggum: Pare del Clancy

### Hibbert
- Dr. Julius Hibbert: Doctor dels Simpson
- Bernice Hibbert: Esposa

#### Mascotes
- Rosa Barks: Gos falder

### Lovejoy
- Reverend Timothy "Tim" Lovejoy: Pare, sacerdot de Springfield
- Helen Lovejoy: Esposa
- Jessica Lovejoy: Filla

### Muntz
- Nelson Muntz: Fill, amic ocasional del Bart (poques vegades; sempre li pega) i examic de la Lisa

#### Mascotes
- Mr. Mooch: Gat

### Spuckler
- Cletus Delroy Spuckler: Pare
- Brandine Spuckler: Mare
- Tiffany, Heather, Cody, Dylan, Dermot, Jordan, Taylor, Brittany, Wesley, Rumer, Scout, Cassidy, Zoe, Chloe, Max, Hunter, Kendall, Caitlin, Noah, Sasha, Morgan, Kyra, Ian, Lauren, Qbert i Phil: vint-i-sis nens del Cletus i la Brandine
- Witney, Jitney, W, Incest, Crystal Meth, International Harvester i Birthday: Nens de la Brandine
- Gummy Sue: Filla
- Rubella Scabies: Filla
- Maw: Madastra del Cletus
- DiaBetty: Cosí
- Cousin Merl: Cosí
- Edward Bum Banger Green: Cosí

#### Mascotes
- Geech: Gos

## Centre Nuclear de Springfield
- Charles Montgomery "Monty" Burns: President, anomenat Sr. Burns pels empleats
  - Daphne Charles Burns: Mare
  - Lily Bancroft: Mare del Larry Burns
  - Larry Burns: Fill de la Lily Bancroft
- Waylon Smithers Jr.: Assistent executiu
  - Sr. Waylon Smithers: Pare
- Lenny Leonard: Cotreballador del Homer al Sector G7
- Carl Carlson: Cotreballador del Homer i supervisor al Sector G7
- Charlie: Supervisor de les emissions perilloses
- Mindy Simmons: Patrona del Centre Nuclear
- Frank Grimes: Enemic del Homer, mort per un accident
  - Frank Grimes Jr.: Fill
- Karl: Productor executiu del Homer
- Zutroy: Immigrant il·legal
- Tibor: Cap del Homer, hongarès

## Escola de Springfield
- Seymour Skinner: Director
  - Agnes Skinner: Mare
  - Sheldon Skinner: Pare
    - Myra: Secretària
- Inspector Gary Chalmers: Inspector
- Leopold: Assistent del Chalmers
- Atkins: Membre de l'estat

### Professors
- Edna Krabappel: Professora de quart grau
- Audrey McConell: Professor de tercer grau
- Elisabeth Hoover: Professora de segon grau
- Dewey Largo: Professor de música
- Mr. Glasscock: Professor retirat
- Mrs. Pommelhorst: Professora de gimnàstica
- Mr. Bergstrom: Professor substitut
- Mr. Kupferberg: Professor francès
- Coach Krupt: Professor de gimnàstica
- Dr. J. Loren Pyor: Professor de psicologia

### Personal
- Dr. William MacDougal "Groundskeeper Willie": Encarregat de manteniment
  - Gravedigger Billy: Cosí germà
  - Parents amb nom desconegut: Parents diversos, que viuen a Escòcia
- Otto Mann: Conductor de l'autobús escolar
  - Becky: Promesa
- Lunchlady Doris: Infermera
- Ms. Phipps: Infermera
- Groundskeeper Seymous: Guardaterres irlandès, el pitjor enemic del Willie

### Estudiants
- Corky James "Jimbo" Jones
  - Pare i mare amb un nom desconegut
- Dolphin "Dolph" Starbeam
- Kearney Zzyzwicz
- Francine Rhenquist
- "Database" (sobrenom; nom desconegut)
- "Hamm" (sobrenom; nom desconegut)
- "E-Mail" (sobrenom; nom desconegut)
- "Report Card" (sobrenom; nom desconegut)
- "Cosine" (sobrenom; nom desconegut)
- Wendell Borton
- Lewis
- Richard
- Janey
- Sherri i Terri
- Allison Taylor
- Alex Whitney
- Rex
- Tommy
- Üter
- Samantha Stakney
- Michael D'Amico
- "Little Moe Syzlak" (sobrenom; nom desconegut)
- Adil Hoxha

### Mascotes
- Superdude: Gerb
- Nibbles: Hàmster
- Lumpy: Serp
- Stinky i Wrinkles: Peixos de colors

## Govern

### Springfield
- Joseph Fitzpatrick Fitzgerald Fitzhenry Quimby "Diamond Joe": Alcalde
  - Martha Quimby: Esposa
  - Clovis Quimby: Germà
- Lou: Policia
- Eddie: Policia
- Rex Banner: Substitut del Clancy
- Bobo, Scraps, Sniffy i Laddy: Gossos policia
- The Warden: Guardià de la presó
- Ray Patterson: Comisari de sanitat

### Estat
- Mary Bailey: Presidenta
- Bob Arnold: Membre del congrés
- Horace Wilcox: Membre del congrés
- Judge Multon: Jutge
- Judge Roy Snyder: Jutge
- Judge Constance Harm: Jutge

## Peixos de l'Infern
- Abraham J. Simpson (viu)
- Harles Montgomery "Monty" Burns (viu)
- Asa Phelps (setè en morir)
- Iggy Wiggum (sisè en morir)
- Arnie Gumble (cinquè en morir)
- Griff McDonald (quart en morir)
- Sheldon Skinner (tercer en morir)
- Etch Westgrin (segon en morir)
- Milton "Ox" Haas (primer a morir)